# Blesle
Blesle je naselje in občina v jugovzhodnem francoskem departmaju Haute-Loire regije Auvergne. Leta 2012 je naselje imelo 621 prebivalcev.

## Geografija
Kraj leži v pokrajini Auvergne znotraj naravnega regijskega parka Livradois-Forez ob izlivu reke Voireuse v Alagnon, 78 km severozahodno od Le Puy-en-Velaya.

## Uprava
Blesle je nekdanji sedež istoimenskega kantona, od leta 2015 vključenega v kanton Sainte-Florine.
Kanton Sainte-Florine je sestavni del okrožja Brioude.

## Zanimivosti
- romanska cerkev sv. Petra, prvotno del benediktinske opatije, ustanovljene med letoma 849 in 885, francoski zgodovinski spomenik od leta 1907,
- zvonik sv. Martina, zgodovinski spomenik od leta 1970,
- kapela Notre-Dame de la Chaigne.